# Home Fries
 Home Fries és una pel·lícula estatunidenca dirigida per Dean Parisot, estrenada el 1998.

## Argument
Dorian i Angus, dos germans sense feina, fan una broma a un parent: aquest mor d'una crisi cardíaca. Intenten amagar la seva equivocació però han de comptar aviat amb Sally, cambrera en un fast-food que ho ha sentit tot amb el seu casc i que està embarassada del difunt. Dorian s'enamora de Sally mentre que Angus no pensa més que en eliminar-la.

## Repartiment
- Drew Barrymore: Sally Jackson
- Luke Wilson: Dorian Montier
- Jake Busey: Angus Montier
- Catherine O'Hara: Beatrice Lever
- Shelley Duvall: Sra. Jackson
- Kim Robillard: Billy
- Daryl Mitchell: Roy
- Lanny Flaherty: Red Jackson
- Chris Ellis: Henry Lever
- Blue Deckert: Xèrif
- Mark Walters
- Shane Steiner: Soldat al jeep
- Theresa Merritt: Sra. Vaughan
- Morgana Shaw: Lucy Garland